# Olenivka (Nazarivka), Kirovohrad
Olenivka (în ucraineană Оленівка) este un sat în comuna Nazarivka din raionul Kirovohrad, regiunea Kirovohrad, Ucraina.

## Demografie
Componența lingvistică a localității Olenivka
     Ucraineană (92,31%)
     Rusă (6,41%)
     Română (1,28%)
Conform recensământului din 2001, majoritatea populației localității Olenivka era vorbitoare de ucraineană (92,31%), existând în minoritate și vorbitori de rusă (6,41%) și română (1,28%).